# بويد ويب
بويد ويب (بالإنجليزية: Boyd Webb)‏ هو مصور ومخرج نيوزلندي، ولد في 3 يوليو 1947 في كرايستشرش في نيوزيلندا.

## وصلات خارجية
- بويد ويب على موقع IMDb (الإنجليزية)